# August Colding
August Colding (7. maj 1874 i Nyborg – 13. september 1941 i Nyborg) var en dansk arkitekt primært virksom i sin fødeby i historicismens sidste fase og  nationalromantik og nyklassicisme.
Coldings forældre var tømrermester August Theodor Emil Colding og Karen Dorthea Rasmussen. Han blev tømrersvend 1893 og gik derefter på Odense Tekniske Skole og Kunstakademiet i København. I 1899 stod han for en udbygning af Nyborg Rådhus. Mellem 1900 og 1915 var han på rejser til Tyskland, Italien og Holland.
Han var forstander for Nyborg Tekniske Skole fra 1910, formand for Nyborg Borger- og Håndværkerforening fra 1910, bestyrelsesformand for Nyborg Museum og medlem af Udvalget for Nyborg Slot. Han var også medlem af hovedbestyrelsen for Fællesrepræsentationen for Haandværk og Industri fra 1913, af Komiteen for Udstillinger i Udlandet fra 1921 og af bestyrelsen for Dansk Vare- og Industri-Lotteri fra 1921.
Colding udstillede på Charlottenborg Forårsudstilling 1907, 1909, 1912, 1914, 1916-17 og 1919. 
Han var medlem af direktionen og kasserer for Epileptikerhjemmet i Nyborg fra 1904, medlem af hovedbestyrelsen for Fællesrepræsentationen for dansk Industri og Haandværk fra 1913, formand for borger- og håndværkerforeningen i Nyborg fra 1910, formand for Nyborg Tekniske Skole og formand for bestyrelsen fra 1910, medlem af repræsentantskabet for Dansk Købestævne og af bestyrelsen for Dansk Vare og Industri-Lotteri fra 1921. Han var Ridder af Dannebrog og Dannebrogsmand.
August Colding ægtede 9. maj 1899 Ida Pouline Loftager (13. januar 1877 i Nyborg – 19. oktober 1956), datter af købmand Jens Christian Loftager og Ida Flora Camilla Wilde. Han er begravet i Nyborg.

## Værker
I Nyborg:
- J.M. Thuesens Tobaksfabrik (1895)
- Arbejdernes Forsamlingsbygning (1895)
- De gamles Hjem, Birkhoved (1898)
- Odd Fellow-logen i Nyborg (1904)
- Epileptikeranstalt (1904-30)
- 2 bygninger til Nørrevoldskolen (1906 og 1916)
- Nyborg elektricitetsværk (1907)
- Hjørnehus Nørregade/Skolegade (1913-14)
- Baggers Stiftelse, Birkhoved (1913-14)
- Nyborg Alderdomshjem (1917)
- Politimesterbolig (1918-20)
- Ting- og arresthus, Stendamsgade (1921)
- Jespersens Stiftelse (1923)
- Nørretorvs Apotek (1924)
- Socialdemokratens bygning (1928)
- Boronea Sylvestra Saxtorphs Stiftelse, Bredalsgade (1929)
- Sparekassen for Nyborg og Omegns Friboliger, Svanedamsgade (1930)
- Varehus Wilde, Gammeltorv (1937)

Desuden:
- Kullerup Præstegård (1901)
- Frk. S. Hansens Sanatorium, Refsnæs (1902)
- Kerteminde Borger- og Realskole (1902)
- Bygning til Industri- og Håndværkerudstillingen i Kerteminde (1903)
- Bogense Børneasyl (1903-04)
- Forvalterbolig ved Broholm (1907)
- Kerteminde Husflidsskole (1908)
- Tornøes Hotels teaterfløj, Kerteminde (1909)
- Seden Præstegård (1913-14)
- Pakhusbygning for Elias B. Muus, Kerteminde (1915)
- Ringe Bank (1916)
- Odd Fellow-logen, Korsør (1925)
- Projekt til Frederikshavns Bank (indkøbt 1902)
- Villaer og sommerhuse

### Restaureringsopgaver
- Korsbrødregårdens vestgavl, Nyborg (1903)
- Nyborg Kirkes indre (1908-11)
- Præstegården, Korsbrødregade 4, Nyborg (1908-13)
- Herregården Holckenhavn (1904-10)
- Ringe Kirke (1914)
- Bovense Kirke (1928)
- Brudager Kirke (1932)
- Hesselager Kirke (1933)
- Brenderup Kirke (1934)